# Великий піст

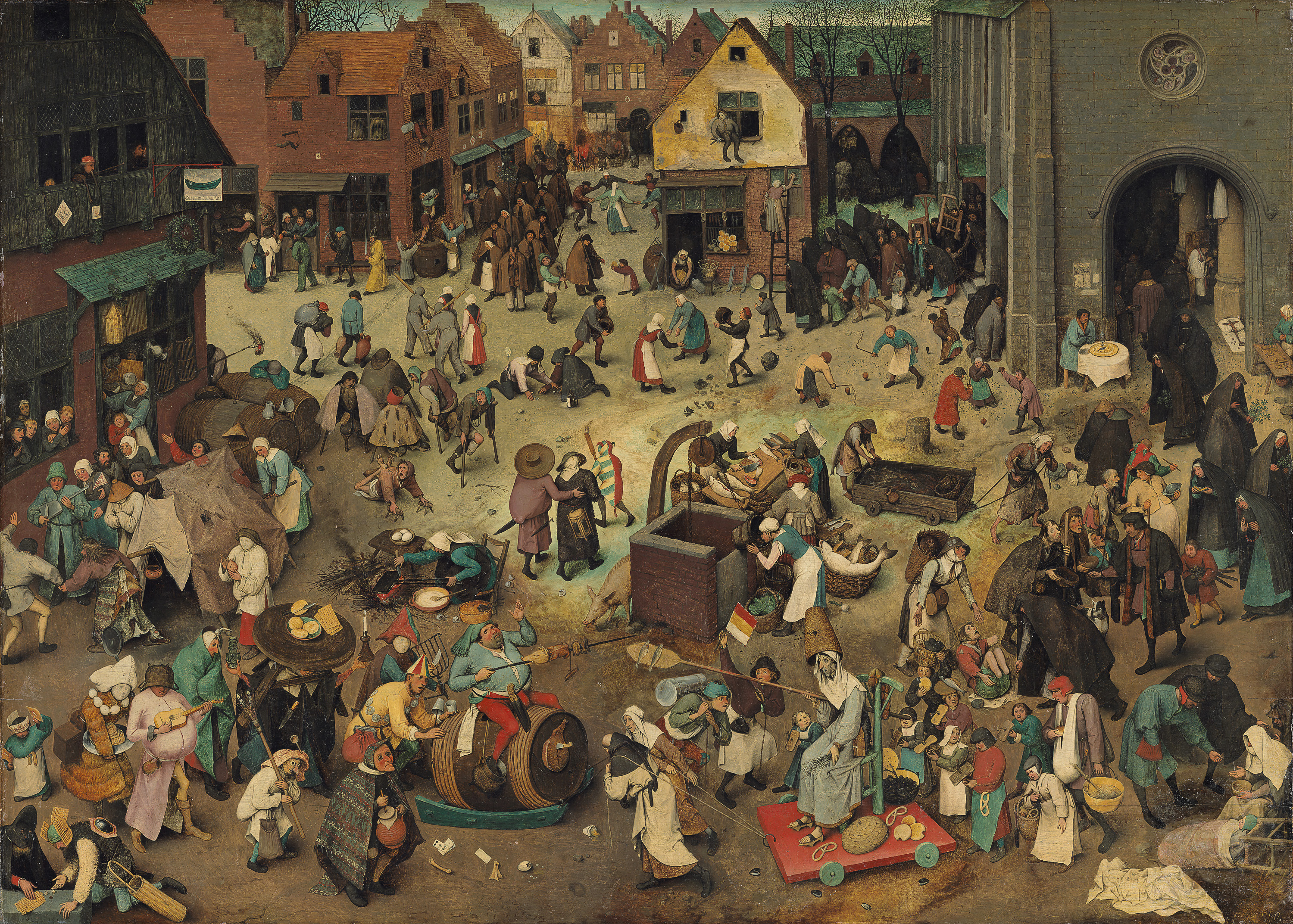
Битва між карнавалом і постом, Пітер Брейгель старший

Вели́кий піст (грец. Μεγάλη Τεσσαρακοστή, дос. «Велика Чотиридесятниця») — головний тривалий піст в християнських конфесіях — православ'ї, католицизмі тощо, мета якого полягає у приготуванні до святкування Великодня.
Встановлений на знак наслідування Ісусу Христу, який постився у пустелі сорок днів. Тривалість Великого посту так чи інакше пов'язані з числом 40, однак фактична його тривалість залежить від правил обчислення, прийнятих в даній конкретній конфесії.

## Великий піст у Православ’ї
Православна церква здійснює Великий піст (або Святу Чотиридесятницю) протягом шести тижнів, адже згідно з Євангелієм, початку земної проповіді Господа Ісуса Христа також передував піст — коли Спаситель постував у пустелі сорок днів, а наприкінці пройшов через спокушання від диявола. Великий піст завершується святом Входу Господнього до Єрусалима, після чого настає окремий часовий відрізок — Страсний тиждень.
Через особливе значення і велич духовних спогадів та богослужінь Страсний тиждень у Православній Церкві не включений у богослужбове коло Великого посту, а стоїть окремо, як перехід від Святої Чотиридесятниці до Світлого Христового Воскресіння.
Великий піст та Страсний тиждень фактично нероздільні, тому й в повсякденні сприймаються як єдине ціле. Загальна кількість пісних днів — сорок вісім.
Від понеділка до четверга першого тижня в храмах лунає Великий покаянний канон преподобного Андрія Критського. При цьому в перші чотири дні він читається по частинах, а в четвер п'ятого тижня Великого посту його читають повністю. Згідно з уставом, на кожен тропар канону запроваджено здійснювати земний поклін через що в побуті цю службу називають «поклони». За повного виконання канону преподобного Андрія Критського, кількість поклонів в цей день перевищує 750.
Четвер п'ятого тижня Великого посту називають днем «Маріїного стояння», внаслідок читання за каноном Андрія Критського життя Преподобної Марії Єгипетської.
Літургія передосвячених дарів відбувається регулярно протягом Великого посту.
Кожна Великопісна субота — «євхаристійний» день, позначений відправою Божественної Літургії Івана Золотоустого. В суботу на п'ятому тижні звершується «Похвала Пресвятій Богородиці», коли акафіст «Похвала Богородиці» читається для зміцнення у віруючих надії на небесну Заступницю. Шоста субота — так звана Лазарева субота, коли згадується воскресіння Лазаря.
У п'ятницю шостого тижня (Квітної седмиці) закінчується піст Святої Чотиридесятниці. Лазарева субота і Вербна неділя слугують переходом від Чотиридесятниці до Страсного Тижня.

### Неділі Великого посту в Православ'ї
Кожна неділя Великого посту присвячена одній з подій або особистостей, важливих для життя Православної церкви:
Неділя першого тижня є особливою за своєю урочистістю і має назву Торжество Православ'я на честь VII Вселенського Собору, який сформулював догмат шанування святих ікон, спираючись на вчення про образ та подобу. Цього дня православні особливо моляться про навернення усіх, хто з будь-яких причин знаходиться поза межами церковної єдності із Вселенським Православ'ям.
Неділя другого тижня присвячена св. Григорію Паламі, який розкрив учення про силу посту та молитви та Благодатне світло. Також в цей день Православна церква України вшановує всіх преподобних Києво-Печерської лаври.
Третя неділя Великого поста називається Хрестопоклонною, тому що цього дня виноситься для поклоніння Животворящий Хрест та прославляється викупний подвиг розп'ятого Господа. Хрест залишається для поклоніння до п'ятниці, коли він вноситься назад у вівтар.
У неділю четвертого тижня Православна церква вшановує Івана Ліствичника як високий приклад посницького життя.
П'ятої неділі вшановується пам'ять преподобної Марії Єгипетської як взірця справжнього покаяння і прикладу невимовного милосердя Божого до грішників, що каються.
Шоста неділя (Вербна неділя) Великого посту є велике дванадесяте свято, у яке згадується урочистий вхід Господній у Єрусалим на вільні страждання. Читається безпосередньо 50-й псалом і освячуються, молитвою й окропленням святої води, розбруньковане віття верби чи інших рослин, з яким при запалених свічках віряни стоять до кінця служби, знаменуючи перемогу життя над смертю.

### Нове бачення Великого посту в Православ'ї
З появою нових явищ у сучасному світі, піст вимагає й нового підходу. Зокрема, рекомендують дотримуватися практик обмежень перегляду телебачення, соцмереж, відео, фільмів тощо, дотримуватися своєрідного інформаційного посту. Крім звичних духовних практик, пропонують додати читання — не лише релігійних книг, а й художньої та історичної літератури.
Започатковуються й інші  ініціативи — зокрема в неділю Торжества Православ'я відвідання музеїв, де зберігаються ікони.

## Великий піст у римо-католицькій традиції
Піст — це час покути, який підготовляє до пережиття найголовніших християнських свят, Свят Воскресіння Господнього. Він охоплює сорок днів (лат. Quadragesima), які відраховуються від Попільної Середи до початку Служби Божої Вечері Господньої у Великий четвер, при чому до цих сорока днів не включаються неділі.
У перші віки християнства Великий Піст охоплював лише Велику П'ятницю та Велику Суботу. В ІІІ столітті постили вже цілий тиждень, а на початку IV століття, в пам'ять про сорокоденне перебування Христа у пустелі а також сорока років мандрів народу Ізраїля після втечі з Єгипту, був продовжений до сорока днів.
У VII столітті Католицька церква прийняла як початок посту шосту неділю перед Великоднем. Оскільки неділі були вилучені з посту, щоб захопити сорок днів покути, їх початок був призначений на середу. Від 1570 року це був уже звичай, що зобов'язував усіх членів Церкви. Тоді ж у перший день посту на знак покути стало обов'язковим посипати голову попелом.
Папі св. Григорію І Великому приписується впровадження передвеликопістного періоду — Передпістя (Часу Сімдесятниці), який розпочинався за дев'ять тижнів перед Великоднем, і охоплював по черзі три неділі перед Попільною Середою: Неділю Сімдесятниці (або Неділя Старозапісна), Неділя Шістдесятниці (або Неділя М'ясопісна) і Неділя П'ятидесятниці (або Неділя Запісна). Нині Передпістя в західній традиції не обходять. Натомість, у східній воно збереглося.
Великий піст — це час покути та навернення. Його відмінними рисами є покута, милостиня та молитва.

## Великопісна обрядовість
Великий Піст починався від посипання голів попелом, роздавання жебракам решток запустних страв і ховання в шафи бального одягу. Під час посту хліб мастили повидлом, а не вершковим маслом, або додавали олію. До столу подавали оселедці без сметани, кава також подавалася без вершків та без цукру, і взагалі була з палених жолудів. Пили липовий чай, замість десертів подавали майже несолодке печиво, так зване «довічне» («wiekuiste»), яке отримало таку назву через те, що його можна було їсти навіть через півроку після того, як воно було спечене.
Жінки шість тижнів носили прикраси із чорних агатів та з оніксу, оправленого в срібло, або ебонітову біжутерію. Під час посту не дозволялося грати веселої музики. А як уже щось гралося — то лише задумливі та сумні мелодії (наприклад, ноктюрни Шопена). Траплялося, що на час посту в дітей відбирали іграшки, залишаючи в замін лише найпошарпаніші, а замість казок їм читали життя святих.
Чоловіки мали відмовлятися від алкоголю, куріння; подружжя мусили утримуватися від сексу. Щодо цього та взагалі щодо харчових обмежень Великого посту сучасна медицина повністю підтримує піст як засіб очищення та оздоровлення організму, при чому як фізичного так і психологічного.

### Українська обрядовість
Перша неділя Великого посту називається «неділя збірна». У цей час уже зазвичай тане сніг, тому кажуть: «Неділя збір — тече вода з гір». У цю неділю дівчата варили колись кашу з маком і на короткий час закопували її в землю — «щоб недоля пропала».
Перший день Великого посту називається Жилавий понеділок. Цього дня господині чи не єдиний день в році не готують гарячих страв, а печуть коржі з житнього тіста. Кожен член родини має з'їсти хоча б одного коржа.
В першу суботу Великого посту господині колись збиралися до церкви, приносили з собою хліб, коливо й мед і замовляли велику панахиду за померлими рідними. На Херсонщині цей звичай називався «давати мисочку». Також у першу суботу посту після причастя люди, виходячи з церкви, «знаменуються» — цілують хрест або ікону, вірячи, що «хто без благословення і знаменування піде з церкви геть — то все одно, як і не був у церкві». Люди, що постили в цей день і дотрималися всіх правил, називаються «спасенниками». Їм дозволяється випити вдома три склянки горілки, але не можна спати, бо «ангели причастя вкрадуть». Кожен, хто говів, повинен піти на вечірню, і «віднести причастя». Якщо ж хтось не піде, про нього кажуть: «Він причастя вкрав!»
Четвертий тиждень Великого посту — середохресний, бо в середу на цьому тижні відмічають свято хреста. У цей день господині печуть «хрести» з маком і змащують їх медом. Частину «хрестів» зберігають на час сівби. На цьому ж тижні сіють мак, а також розсаду капусти й помідорів, бо існує повір'я, що її обов'язково треба сіяти в піст — «щоб морозу не боялась».
П'ятий тиждень посту називається Похвальний, у суботу цього тижня — свято Похвали Пресвятої Богородиці. У цей день не можна працювати, а можна тільки розсаду сіяти.
Неділя за тиждень перед Великоднем називається «Вербною», «шутковою» або «квітною», а тиждень перед цією неділею — «вербним». У цей тиждень не можна сіяти конопель і городини, бо «буде ликовате, як верба», а також буряків, бо «будуть гіркі».
Шоста субота — Вербна або Лазарева. У Вербну неділю святять вербу. Звичай святити гілля дерев пішов від тих часів, коли люди встеляли пальмовим гіллям дорогу Ісусу, що в'їжджав у Єрусалим на віслюку. Звичай дуже старий, бо вже в «Ізборнику» (1073 р.) згадується «Праздьникъ вьрбьны». Біля церкви збирають велику кількість вербового гілля й після відправи Богослужіння священик окроплює це гілля свяченою водою. Вважається, що це свято дітей, бо під час церковного обходу на вечірні діти носять вербу: кому трапиться найбільша гілка верби — той щасливий. Колись господарі, повертаючись із церкви з освяченим гіллям верби, зразу йшли на город або в поле, аби посадити відразу ж кілька гілок, «щоб росла Богові на славу, а нам, людям, на вжиток». Решту заносили до хати й ставили на покуті під святими образами. Свячена верба завжди була у великій пошані, тому навіть найменше гілля, що залишалось після освячення, палили на вогні, щоб «боронь Боже, під ноги не потрапило».
Останній тиждень перед Великоднем називають великим, страсним або чистим. На цьому тижні віруючі люди дотримуються посту так само суворо, як і в перший тиждень.
Чистий четвер — це свято весняного очищення. Люди чистили все в хатах, коморах, стайнях, на подвір'ї, та прикрашали все по-святковому. Самі ж купалися, особливо для того, щоб позбутися хвороб. Увечері в церкві відправлялися «Страсті» — утреня Великої П'ятниці з читанням 12-ти страсних євангелій (у народі називають «Страсті»), під час якої вірні у храмі стоять із запаленими свічками. Повертаючись із церкви, люди намагались донести страсну свічку додому так, щоб вогонь не згас. Для цього робили спеціальні ліхтарі з кольорового паперу або фарбованого скла.
Найважливішим днем є Велика П'ятниця. У Страсну п'ятницю віряни нічого не споживають до виносу плащаниці з вівтаря на середину церкви. Обід, зазвичай, пізній і строго пісний, навіть рибу не можна їсти — обходяться капустою, картоплею, огірками. Не можна також ні шити, ні прясти, ні рубати дрова й, взагалі, що-небудь тесати сокирою. Не можна також співати, бо «хто співає в Страсну п'ятницю, той на Великдень плакати буде». У п'ятницю у деяких місцевостях господині печуть паски, але переважно це роблять у Велику суботу зранку або у Великий четвер. Куштувати їх до освячення суворо заборонено — гріх.
У Великодню суботу роблять крашанки або писанки (подекуди це роблять у п'ятницю). Найбільше роблять червоних крашанок, бо вони нагадують про кров Спасителя. Існує багато орнаментів, якими прикрашають писанки — залежно від регіону країни. У писанкарстві в наш час убачають не тільки історичний зміст, а й мистецький.
У Великдень до заутрені всі йдуть до церкви. Після святкової літургії окропленням святою водою благословляється паска, яйця та інші скоромні (тобто непісні) страви, хрестосуються та поздоровляють одне одного словами «Христос Воскрес!» та відповіддю «Воїстину Воскрес!». Потім ідуть додому, вмиваються, моляться й сідають за стіл. Наступає «розговіння».

### Харчування під час посту
Протягом усього Великого посту дотримуються особливого харчування, щоб радість від прийому їжі відчувалась тілом та душею. Їжа повинна бути доволі простою, але різноманітною, без зайвих прянощів, солодощів та солі, бажано приготована на пару.
М'ясні, молочні продукти, яйця — все заміняється на рослинну їжу, перевага надається овочам, фруктам та кашам. Страви готують лише на воді і без масла.
Для тих, хто суворо дотримується посту, існує календар, який розділяє піст по тижням, а кожен тиждень по днях з певними стравами.

## Статистика постування в Україні
За даними опитувань GfK Ukraine, 2009 року Великого посту дотримувалося 23 % домогосподарств.
У Західному регіоні частка тих, хто дотримується посту, є найбільшою — кожне друге домогосподарство постилося 2009-го. У Східному регіоні цей показник є найменшим (13 %).
Дані щодо посту серед домогосподарств за 2009 рік:
- Київ — 19 %,
- Дніпро — 10 %,
- Одеса — 12 %.
- Львів — 50 %.

Частка домогосподарств, які дотримуються Великого посту, в сільській місцевості вдвічі більша порівняно до частки таких сімей серед мешканців великих міст (із населенням понад 500 тис.).
Різниця між часткою жінок та чоловіків, які постили незначна. Але вік суттєво впливає на частку тих, хто дотримується Великого посту: серед домогосподарок до 30 років таких — 19 %, а тих, кому понад 60 років — 27 %.